# (6898) Saint-Marys
(6898) Saint-Marys est un astéroïde de la ceinture principale.

## Description
(6898) Saint-Marys est un astéroïde de la ceinture principale. Il fut découvert le 8 juin 1988 à l'Observatoire Palomar par Carolyn S. Shoemaker. Il présente une orbite caractérisée par un demi-grand axe de 2,67 UA, une excentricité de 0,12 et une inclinaison de 14,2° par rapport à l'écliptique.

## Compléments